# Boala Creutzfeldt-Jakob
Boala Creutzfeldt-Jakob (CJD) sau, Encefalopatia spongiformă transmisibilă este o afecțiune neurologică degenerativă rară și incurabilă, cauzată de un prion, transmisibilă de la om la om și întâlnită mai des în Europa. Persoanele cele mai expuse erau cele care practicau canibalismul sau foloseau pentru vindecare țesuturi de la cadavre umane (precum epifiza). CJD este o afecțiune neurologică degenerativă, cu evoluție rapidă și fatală. Afectează atât omul cât și animalele. Este cauzată de prioni (proteine fără AN dar capabile de autoreproducere). Eponimul „Boala Creutzfeldt-Jakob” a fost  introdus în 1922 de Walther Spielmeyer.
Simptomele sunt asemănătoare cu cele ale altor tulburări ale creierului, cum ar fi demența sau boala Alzheimer. Această afecțiune a căpătat atenția publicului din 1990, când mai multe persoane din Marea Britanie au dezvoltat o formă a acestei boli, după ce au consumat carne de vită infestată cu Encefalopatia spongiformă bovină (boala vacii nebune).
La nivel mondial, incidența bolii Creutzfeldt-Jakob este anual, un caz la un milion, mai des la persoane în vârstă. 

## Simptome
- Tulburări ale somnului
- Tulburări de alimentație;
- Scăderea concentrării, pierderea memoriei;
- Modificări de comportament;
- Disfuncții majore ale vederii;
- Rigiditate, spasme musculare, convulsii, mișcări bruște, spasmodice;
- Modificări ale personalității;
- Dificultăți de înghițire, etc.